# ويليام ألين (عسكري)
ويليام ألين (بالإنجليزية: William Allen)‏ هو عسكري أمريكي، ولد في 1845 في فيلادلفيا في الولايات المتحدة، وتوفي في 8 يناير 1882 في أريزونا في الولايات المتحدة.